# Тимелія вогнехвоста
Тиме́лія вогнехвоста (Myzornis pyrrhoura) — вид горобцеподібних птахів родини суторових (Paradoxornithidae). Мешкає в Гімалаях. Це єдиний представник монотипового роду Вогнехвоста тимелія (Myzornis).

## Опис

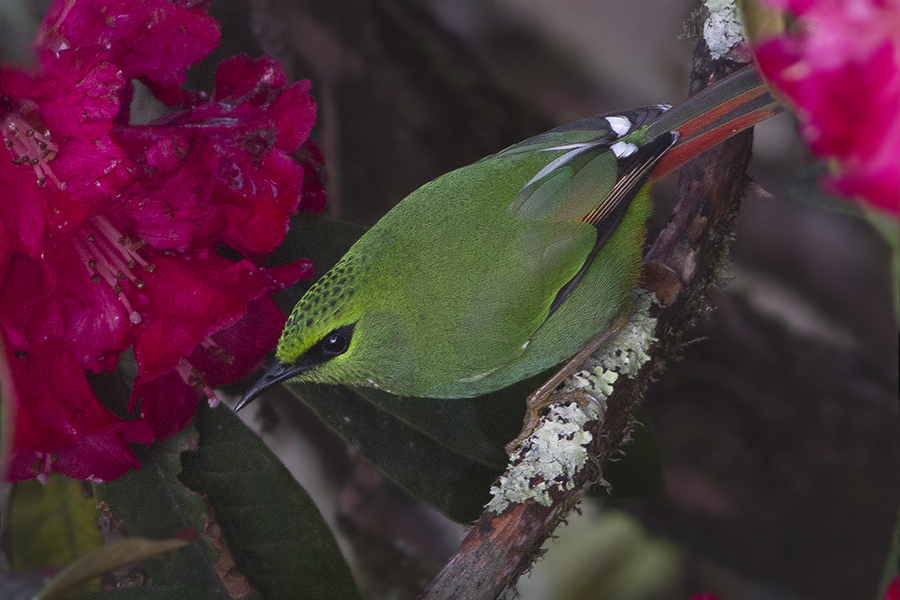
Вогнехвоста тимелія

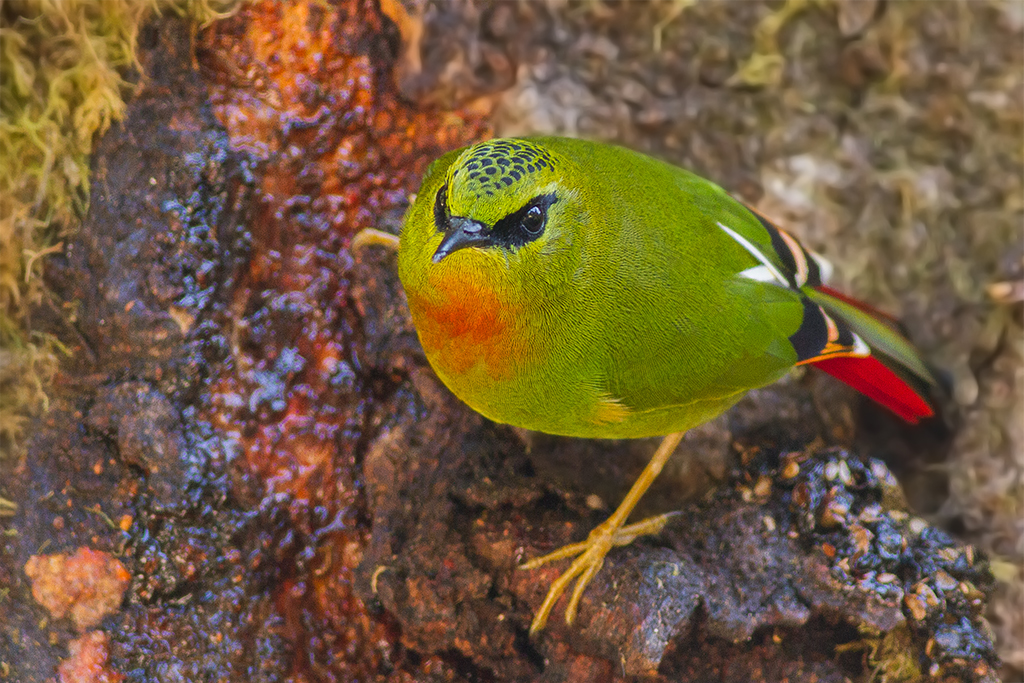
Самець вогнехвостої тимелії

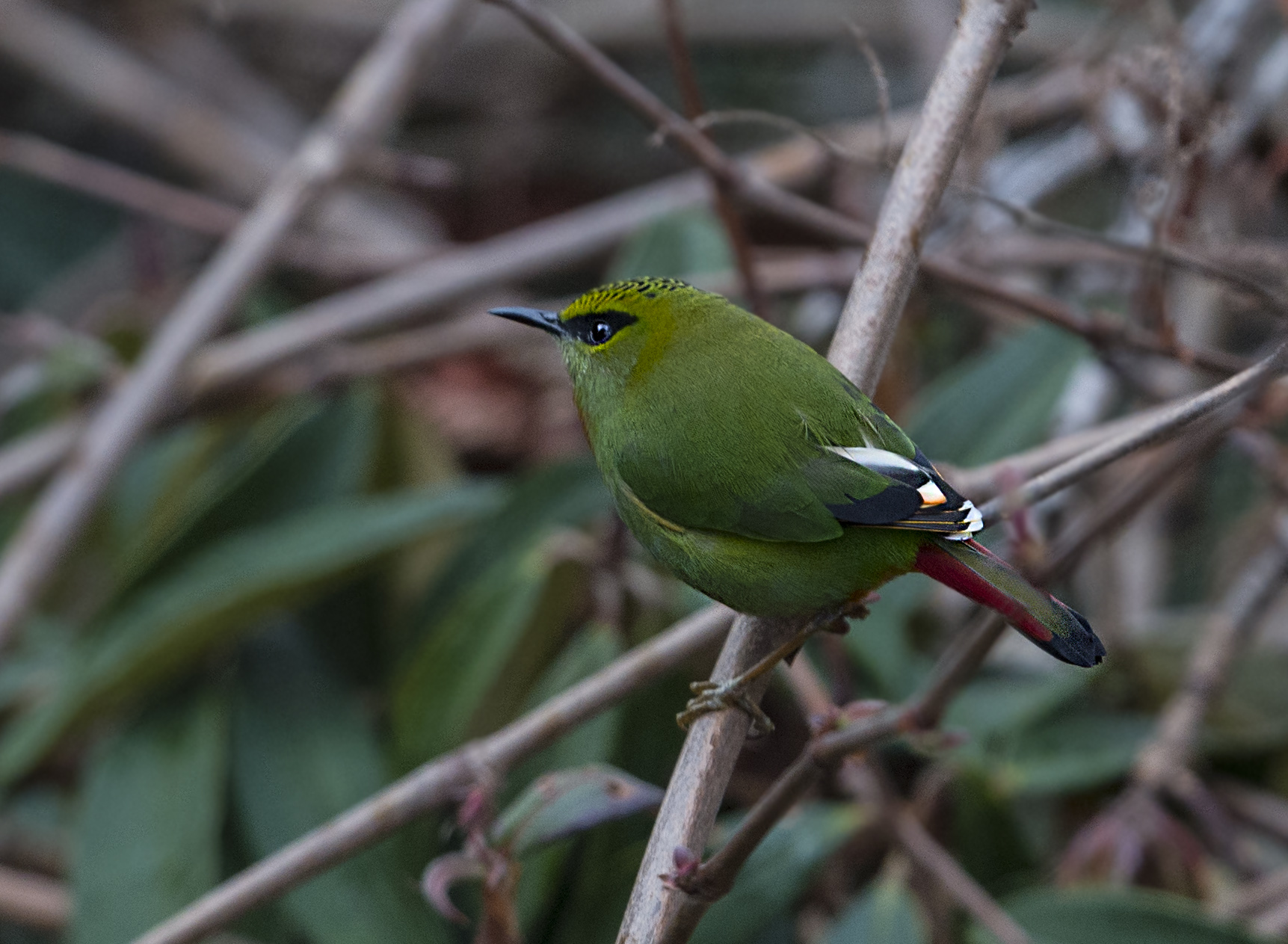
Вогнехвоста тимелія

Довжина птаха становить 11-13 см, вага 10-13 г. Забарвлення переважно яскраво-зелене, на обличчі чорна "маска", на тімені чорні плямки. Махові пера чорні, на кінці білі, на крилах вогнисто-червоні плями. Крайні стернові пера вогнисто-червоні. Дзьоб довгий, чорний, дещо вигнутий.

## Поширення і екологія
Вогнехвості тимелії мешкають в Непалі, Бутані, Індії, Китаї і М'янмі. Вони живуть у гірських рододендронових, березових і ялівцевих лісах та у високогірних чагарникових і бамбукових заростях. Зустрічаються на висоті від 2000 до 3950 м над рівнем моря, взимку мігрують в долини. Живляться комахами, павуками та іншими дрібними безхребетними, а також плодами, нектаром і соком рослин. В Індії і Непалі сезон розмноження триває з квітня по червень, однак в Бутані пташенята спостерігалися у вересні, що свідчить по те, що там сезон розмноження може тривати довше.